# Falkland House
Falkland House (Casa de Malvinas), es la oficina de representación del gobierno del Territorio Británico de Ultramar de las Islas Malvinas en Londres, Reino Unido. Funciona como una misión diplomática informal y fue inaugurada en 1983, un año después de la guerra de las Malvinas. Se encuentra ubicado en su localización actual en Westminster desde 1989.

## Funciones
Se compone de una delegación representante del gobierno colonial de las islas compuesta por seis personas. Sukey Cameron es la actual representante desde 1990. Entre sus funciones tiene como objetivo dar a conocer turísticamente las islas y representar los intereses y puntos de vista del gobierno colonial y de los habitantes de las islas ante el gobierno y parlamento británico, los medios de comunicación y el público en general en el Reino Unido.
También ofrece servicios de apoyo, que incluyen la contratación de trabajadores temporales, reservación de pasajes de vuelo civiles hacia la base Aérea de Monte Agradable y ayuda de los pacientes médicos que llegan desde las islas a través de vuelos chárter. Entre otras funciones promueven el comercio entre las islas y el Reino Unido y proporcionan una secretaría para visitar a miembros de la Asamblea Legislativa y funcionarios del gobierno de las islas. Además colabora con una serie de fideicomisos y asociaciones que operan en el Reino Unido para ayudar y asistir a las islas. Algunos de ellos son Falkland Islands Association (FIA), UK Falkland Islands Trust (UKFIT), Falklands Conservation y Shackleton Scholarship Fund (SSF).
En el edificio se han realizado eventos públicos en apoyo al punto de vista británico en la disputa de soberanía de las islas, reclamadas por Argentina.